# أليس غور كينغ
أليس غور كينغ (بالإنجليزية: Alice Gore King)‏ هي كاتِبة ورسامة أمريكية، ولدت في 17 يوليو 1914 في نيويورك في الولايات المتحدة، وتوفيت في 26 مايو 2007 في هامدن في الولايات المتحدة.